# Hopfenpflanzer
Der Hopfenpflanzer oder auch Hopfenbauer hat sich als Landwirt auf den Anbau und die Ernte von Hopfen spezialisiert.
Früher fand der Hopfenanbau in Deutschland fast überall statt. Damit war eine schnelle Lieferung an den Endabnehmer, die Brauereien, gewährleistet. Durch eine Verbesserung des Transportwesens beschränkte sich der Anbau dann aber auf Gebiete mit günstigem Klima und Boden. Daher ist dieser Beruf nur noch in den Hopfenanbaugebieten verbreitet. Dazu zählen in Deutschland vor allem die Hallertau, Tettnang, Spalt, Hersbruck oder Elbe-Saale.